# كونراد فراي
كونراد فراي (Konrad Frey) هو لاعب أولمبي لرياضة الجمباز من ألمانيا. شارك في الأولمبياد الصيفي في 1936، وفاز بما مجموعه 6 ميداليات.

## الميداليات
| ذهب | فضة | برونز | المجموع |
| 3   | 1   | 2     | 6       |

## روابط خارجية
- كونراد فراي على موقع الاتحاد الدولي للجمباز (biography) (الإنجليزية)
- كونراد فراي على موقع اللجنة الأولمبية الدولية (الإنجليزية)
- كونراد فراي على موقع أوليمبيديا (الإنجليزية)